# Géza Schay (Chemiker)
Géza Schay (* 26. Mai 1900 in Wien; † 24. Mai 1991 in Budapest) war ein ungarischer Chemiker (Physikalische Chemie).

## Leben
Géza Schay studierte ab 1918 Chemie an der Eötvös-Loránd-Universität, an der er 1922 promoviert wurde mit einer Dissertation über die kinetische Theorie des osmotischen Drucks. Danach war er Chemiker am Ungarischen Chemischen Landesinstitut in Budapest, an dem er 1934 leitender Chemiker wurde. In den 1920er Jahren war er auch oft am Kaiser-Wilhelm-Institut für Faserstoffchemie in Berlin bei Michael Polanyi und befasste sich mit Pflanzenschutz. 1929 wurde er Privatdozent und 1939 außerordentlicher Professor für Physikalische Chemie an der Universität Budapest. 1943 bis 1949 leitete er das Forschungslabor der staatlichen ungarischen Gummiwarenfabrik. 1949 wurde er ordentlicher Professor für Physikalische Chemie an der TU Budapest und Direktor des Ungarischen Forschungsinstituts für Kautschukindustrie. 1954 bis 1969 war er Direktor des Zentralinstituts für Chemie der Ungarischen Akademie der Wissenschaften und danach dort Berater. 1965 wurde er an der TU Budapest emeritiert. 
Schay befasste sich zunächst mit Chemie der Verbrennung in stark verdünnten Gasen und Reaktionen in der Gasphase, dann mit physikalischen Eigenschaften von Kautschuk und nach 1960 mit Gaschromatographie. Er befasste sich auch mit Thermodynamik der Adsorption.
Er war Mitglied der Ungarischen Akademie der Wissenschaften. Er erhielt den Kossuth-Preis.

## Schriften
- Theoretische Grundlagen der Gaschromatographie, Berlin: Deutscher Verlag der Wissenschaften 1960, 1961